# Kurt Femppel
Kurt Eugen Femppel (* 20. Januar 1935 in Stuttgart) ist ein deutscher Personalmanager, der bei Bosch als Leitender Direktor und als Porsche-Personalvorstand in Stuttgart gearbeitet hat.

## Leben
Femppel wurde als Kind in Stuttgart während des Zweiten Weltkriegs zweimal ausgebombt. Mit seiner Mutter zog er zu einer Tante nach Ludwigsburg. Dort machte er 1953 Abitur am Mörike-Gymnasium und begann im Anschluss bei der Robert Bosch GmbH eine Ausbildung zum Industriekaufmann. Ab 1955 studierte er Volkswirtschaftslehre als Bosch-Werkstudent in Stuttgart, Frankfurt und Tübingen.
Nach seinem Ausscheiden bei der Porsche AG promovierte er 1996 an der Universität Hohenheim und wurde 2004 zum Honorarprofessor berufen. Er hatte Lehraufträge an der Technischen Hochschule Augsburg und an der Universität Hohenheim inne. Außerdem arbeitete er als Unternehmensberater für die Deutsche Gesellschaft für Personalwesen (DGFP) und beriet insbesondere kommunalwirtschaftliche Unternehmen in der Bundesrepublik.
Seine Doktorarbeit trägt den Titel Das Personalwesen in der deutschen Wirtschaft: Eine empirische Untersuchung. Insbesondere mit dem 2023 verstorbenen Wirtschaftswissenschaftler Ernst Zander hat Kurt Femppel mehrere Fachbücher über das Personalwesen veröffentlicht, darunter Leistungsorientierte Vergütung, Praxis der Personalführung – Was Sie tun und lassen sollten und Praxis der Mitarbeiterinformation.
In den 1990er Jahren war Femppel ehrenamtlicher Richter am Bundesarbeitsgericht in Kassel sowie im Verwaltungsbeirat der Bundesagentur für Arbeit in Nürnberg engagiert.
Seine allgemeine Beschäftigung mit moderner Kunst mündete in ein spezielles Interesse an dem Reutlinger Drucker, Grafiker und Holzschneider HAP Grieshaber (1909–1981). Begünstigt wurde dies einerseits durch eine familiäre Verbindung – Grieshaber war ein Cousin seines Schwiegervaters –, andererseits durch seine Freundschaft zu dem Bietigheimer Galeristen Rudolf Bayer, der den Nachlass Grieshabers übernommen hatte.
Die Beschäftigung mit Grieshabers Werk führte 2014 zur Herausgabe eines ersten Werksverzeichnisses: HAP Grieshaber: Kunst am Bau. 2017 wurde das Werkverzeichnis Angewandte Kunst veröffentlicht. Grieshaber war nicht nur Holzschneider, sondern gestaltete auch Stoffe und Porzellan. Schließlich folgte 2019 im Selbstverlag Grieshaber. Malgré tout. Der politische Grieshaber anlässlich der gleichnamigen Ausstellung im Stuttgarter Gewerkschaftshaus.
Kurt Femppel lebt mit seiner Frau in Ludwigsburg. Er hat zwei Kinder und zwei Enkel.

## Veröffentlichungen
- mit Ernst Zander: Leistungsorientierte Vergütung, Bachem Wirtschaftsverlag, 2000, ISBN 978-3-89172-425-5[1]
- mit Ernst Zander: Praxis der Personalführung - Was Sie tun und lassen sollten, dtv Beck, 2001, ISBN 9783423508414[2]
- mit Ernst Zander: Praxis der Mitarbeiterinformation, dtv Beck, 2002, ISBN 9783423508605[3]
- Kurt Femppel (Hrsg.): HAP Grieshaber: Kunst am Bau, Gulde Druck, 2014, DNB 1055030212[4].
- mit Werner Pepels: Betriebswirtschaftslehre für Personal- und Organisations-Ökonomen, 2015, Berliner Wissenschaftsverlag, ISBN 978-3-8305-3479-2[5]
- Kurt Femppel (Hrsg.): HAP Grieshaber, Angewandte Kunst, Gulde Druck, 2017, ISBN 978-3-939775-59-1[6]
- Kurt Femppel (Hrsg.): Grieshaber. Malgré tout. Der politische Grieshaber, Selbstverlag, 2019, ISBN 978-3-939775-71-3[7]